# 7136 Yokohasuo
7136 Yokohasuo eller 1993 VK2 är en asteroid i huvudbältet som upptäcktes den 14 november 1993 av de båda japanska astronomerna Takeshi Urata och Hitoshi Shiozawa vid Fujieda-observatoriet i Fujieda. Den är uppkallad efter japanskan Yoko Hasuo.
Den tillhör asteroidgruppen Maria.